# Svenska mästerskapen i längdskidåkning 1969
Svenska mästerskapen i längdskidåkning 1969 arrangerades i Östersund.

## Medaljörer, resultat

### Herrar
| Gren              | Guld                                                              | Guld                                                              | Silver            | Silver      | Brons             | Brons       |
| 15 km             | Ingvar Sandström                                                  | Lycksele IF                                                       | Lars-Arne Bölling | IFK Mora    | Jan Halvarsson    | Föllinge IK |
| 30 km             | Gunnar Larsson                                                    | Hulåns IF                                                         | Ingvar Sandström  | Lycksele IF | Lars-Göran Åslund | Åsarna IK   |
| 50 km             | Assar Rönnlund                                                    | IFK Umeå                                                          | Lars-Arne Bölling | IFK Mora    | Åke Wingskog      | Årjäng      |
| Stafett 3 x 10 km | Hammerdals IF (Bjarne Andersson, Melcher Risberg, Jan Halvarsson) | Hammerdals IF (Bjarne Andersson, Melcher Risberg, Jan Halvarsson) |                   |             |                   |             |
| Lagtävling 15 km  | Lycksele IF                                                       | Lycksele IF                                                       |                   |             |                   |             |
| Lagtävling 30 km  | Lycksele IF                                                       | Lycksele IF                                                       |                   |             |                   |             |
| Lagtävling 50 km  | Sälens IF                                                         | Sälens IF                                                         |                   |             |                   |             |

### Damer
| Gren             | Guld                                                              | Guld                                                              | Silver             | Silver       | Brons              | Brons        |
| 5 km             | Barbro Tano                                                       | IFK Kiruna                                                        | Birgitta Lindqvist | Offerdals SK | Eva Olsson         | Delsbo       |
| 10 km            | Barbro Tano                                                       | IFK Kiruna                                                        | Viola Ylipää       | Edsbyn       | Birgitta Lindqvist | Offerdals SK |
| Stafett 3 x 5 km | Offerdals SK (Birgitta Lindqvist, Ruth Petrusson, Lilian Ohlsson) | Offerdals SK (Birgitta Lindqvist, Ruth Petrusson, Lilian Ohlsson) |                    |              |                    |              |
| Lagtävling 5 km  | Offerdals SK                                                      | Offerdals SK                                                      |                    |              |                    |              |
| Lagtävling 10 km | Offerdals SK                                                      | Offerdals SK                                                      |                    |              |                    |              |

### Webbkällor
- Svenska Skidförbundet